# Chlorure de zirconyle
Le chlorure de zirconyle, ou oxychlorure de zirconium, est un composé chimique de formule ZrOCl2, presque toujours sous forme d'octahydrate ZrOCl2·8H2O. Il se présente sous la forme d'un solide blanc et est le dérivé hydrosoluble du zirconium le plus courant. Sa structure est organisée autour du cation [Zr4(OH)8]8+ avec quatre paires d'anions hydroxyde HO− pontants entre quatre centres Zr+. Les anions chlorure Cl− ne sont pas des ligands, ce qui est cohérent avec la nature très oxophile du cation Zr4+.
Il peut être obtenu en hydrolysant du chlorure de zirconium(IV) ZrCl4 ou en traitant du dioxyde de zirconium ZrO2 avec de l'acide chlorhydrique HCl.